# Polyosma brachyantha
Polyosma brachyantha är en tvåhjärtbladig växtart som beskrevs av Merrill. Polyosma brachyantha ingår i släktet Polyosma och familjen Escalloniaceae. Inga underarter finns listade i Catalogue of Life.